# 세르게이 곤차르
세르게이 빅토로비치 곤차르(러시아어: Серге́й Ви́кторович Гонча́р, 1974년 4월 13일 ~ )는 러시아의 은퇴한 아이스하키 선수이다.